# Rozwój moralny
Rozwój moralny – proces przemian osobowości człowieka, prowadzących do uformowania się pewnego systemu wartości i odpowiadających mu reguł postępowania. Ma dwa poziomy – poznawczy (rozumowanie, oceny moralne) i behawioralny (działanie moralne).
Znane koncepcje rozwoju moralnego przedstawili Jean Piaget, Lawrence Kohlberg oraz Heliodor Muszyński.
Etapy rozwoju moralnego według Heliodora Muszyńskiego:
1. anomia moralna (...- 2. rok życia) – amoralizm, brak świadomości i motywacji moralnej;
2. heteronomia moralna (2-9. rż.) – nakazy regulujące zachowanie są dane z zewnątrz, trwałe, niezmienne (sankcje zewnętrzne są głównym powodem przestrzegania reguł moralnych);
  - faza egocentryzmu (2-5. rż.) – niezdolność rozumienia cudzych stanów psychicznych, projektowanie na innych własnych emocji i dążeń, działanie zmierzające do uniknięcia kary i uzyskania nagrody;
  - faza konformizmu (5-9. rż.) – działanie ukierunkowane na podziw, uznanie innych, akceptację, pojawia się stres wynikający z konfliktu postępowania z wymogami moralnymi, wykształca się zdolność oceny zachowania innych;
3. socjonomia moralna (9-13. rż.) – akceptacja norm obowiązujących w grupie, bez uznania ich za własne;
  - moralność partykularystyczna;
  - konwencjonalizm;
4. autonomia moralna (13-21. rż.) – postępowanie według norm ze względu na ich wewnętrzne aprobowanie i uznanie za własne;
  - pryncypializm (13-15. rż.) – zewnętrzne wzory zostają zinternalizowane i stają się własnymi postawami wyznaczającymi zachowanie;
  - racjonalizm (15-17. rż.) – szukanie sensu uprzednio zaakceptowanych norm, analizowanie przyczyn przestrzegania norm i ich celów;
  - idealizm moralny (17-21. rż.) – moralność ma charakter świadomy i refleksyjny, problemy moralne są rozstrzygane z punktu widzenia przyjętego systemu wartości,  orientacja na cele społeczne, układem odniesienia są ideały i wiedza.